# Kastracja chemiczna
Kastracja chemiczna – metoda obniżenia popędu płciowego, stosowana w leczeniu gwałcicieli i innych przestępców seksualnych, jak również jako przygotowanie do korekty płci.
Podawany mężczyznom cyproteron sprawia, że ich organizm przestaje być wrażliwy na produkowane przez siebie hormony, takie jak testosteron, co zmniejsza popęd seksualny.

## Na świecie
Szwecja, Dania, Kanada i niektóre stany w USA, w tym Kalifornia, oferują dobrowolną kastrację.
W Europie do chemicznej kastracji stosowany był zwykle cyproteron – środek podobny do MPA stosowanego w Ameryce.
W Wielkiej Brytanii słynny informatyk Alan Turing w 1952 r. zgodził się na chemiczną kastrację, aby uniknąć kary więzienia za homoseksualizm. W tym czasie homoseksualizm był nielegalny i uznawany za chorobę psychiczną, która może być leczona chemiczną kastracją. Turing doświadczył efektów ubocznych, w tym ginekomastii. Dwa lata później popełnił samobójstwo. W 2009 r. w odpowiedzi na internetową petycję z 30 tysiącami podpisów i międzynarodową odpowiedź na nią premier Wielkiej Brytanii, Gordon Brown, wystosował publiczne przeprosiny za bulwersujące działania rządu.

## W Polsce
Według byłego ministra sprawiedliwości Zbigniewa Ćwiąkalskiego miała być kuracją.
Seksuolog Zbigniew Lew-Starowicz stosował kastrację chemiczną u osób chcących dobrowolnie poddać się terapii.
Według konstytucjonalisty prof. Marka Chmaja stosowanie w Polsce przymusowego leczenia pedofilów metodą chemicznej kastracji jest niezgodne z Konstytucją RP.